# Draymond Green
Draymond Jamal Green (ur. 4 marca 1990 w Saginaw) – amerykański koszykarz występujący na pozycji silnego skrzydłowego, czterokrotny mistrz NBA, od 2012 zawodnik Golden State Warriors.

## Szkoła średnia
Green uczęszczał do szkoły średniej Saginaw High School. Podczas trzeciego roku wraz ze szkolną drużyną Trojans zdobył mistrzostwo stanowe. W trakcie tego sezonu zdobywał średnio 25 punktów, 13 zbiórek, 6 asyst i 3 przechwyty na mecz. Rok później poprowadził drużynę z bilansem 26–1 do powtórzenia tego sukcesu. W meczu finałowym zdobył 21 punktów i 19 zbiórek. W rankingu ESPN 100 Green został zaklasyfikowany na 38. miejscu wśród najlepszych zawodników szkół średnich. Zdecydował się na grę dla Michigan State University.

## College
Green grał w barwach Michigan State Spartans przez pełne cztery lata. W trakcie pierwszego sezonu zdobywał średnio 3,3 punktu i 3,3 zbiórki na mecz. Spartans doszli do finału turnieju NCAA, w którym przegrali z UNC. Green w meczu finałowym zdobył 7 punktów i 7 zbiórek, zaś na przestrzeni całego turnieju jego średnie wyniosły 8,5 punktu i 5,3 zbiórki.
Na drugim roku trzy z 37 meczów rozpoczął w wyjściowym składzie i zdobywał średnio 9,9 punktu i 7,7 zbiórki na mecz. Został wybrany najlepszym rezerwowym konferencji Big Ten. Został też wybrany do trzeciej piątki konferencji, zarówno przez trenerów, jak i przedstawicieli mediów.
Podczas trzeciego roku na uczelni Michigan State, Green zdobywał średnio 12,6 punktu, 8,6 zbiórki i 4,1 asysty na mecz. 17 stycznia 2011 został wybrany graczem tygodnia konferencji. 10 lutego 2011, zdobywając 15 punktów, 14 zbiórek i 10 asyst w meczu z Penn State, został trzecim graczem w historii uczelni, po Charlie Bellu i Magicu Johnsonie, który zanotował triple-double. W turnieju NCAA Spartans przegrali w drugiej rundzie z UCLA, a Green zanotował w tym meczu kolejne triple-double (siódme w historii w turnieju NCAA) z 23 punktami, 11 zbiórkami i 10 asystami. Został też wybrany do trzeciej piątki konferencji.
Podczas swojego ostatniego roku na MSU, Green przewodził drużynie pod względem punktów (średnio 16,2 na mecz), zbiórek (średnio 10,6 na mecz) i przechwytów (54) oraz był drugi pod względem asyst (średnio 3,8 na mecz) i bloków (36). Czterokrotnie był wybierany graczem tygodnia konferencji. Został wybrany przez trenerów Graczem Roku konferencji Big Ten i dostał się do pierwszej piątki konferencji oraz piątki defensorów konferencji. Został również wybrany Zawodnikiem Roku NABC.
16 marca 2012 w meczu drugiej rundy turnieju NCAA przeciwko LIU-Brooklyn, zaliczył trzecie triple-double (24 punkty, 12 zbiórek, 10 asyst) i został trzecim w historii turnieju NCAA koszykarzem, po Oscarze Robertsonie i Magicu Johnsonie, który dwukrotnie zaliczył triple-double. W swoim ostatnim meczu w barwach MSU, 22 marca, Draymond zebrał 16 piłek i z 1096 zbiórkami został najlepszym zbierającym w historii uczelni.

## NBA
Green został wybrany z 35 numerem draftu 2012 przez Golden State Warriors. 30 lipca 2012 podpisał kontrakt z tym klubem, który według doniesień został zawarty na trzy lata i opiewał na kwotę 2,6 miliona dolarów. W pięciu meczach ligi letniej w Las Vegas zdobywał średnio 6,4 punktu i 7,6 zbiórki na mecz. W swoim debiucie, 31 października 2012, przeciwko Phoenix Suns Green zagrał jedną minutę i zdołał zebrać jedną piłkę i popełnić jeden faul. Pierwszy punkt w NBA zdobył w meczu z 9 listopada przeciwko Los Angeles Lakers. 12 grudnia w meczu z Miami Heat Green zdobył punkty na 0,9 sekundy do końca, dające jego drużynie zwycięstwo 97–95. 27 lutego 2013 w meczu z New York Knicks po raz pierwszy w swojej karierze w NBA wyszedł w wyjściowym składzie - zdobył 4 punkty i 5 zbiórek.
W szóstym meczu pierwszej rundzie play-offów, w których Warriors zmierzyli się z Denver Nuggets, Green uzyskał swoje pierwsze double-double z 16 punktami i 10 zbiórkami. W wygranym meczu numer dwa serii drugiej rundy z San Antonio Spurs, Green zaczął mecz w wyjściowym składzie i zdobył 5 punktów, 7 zbiórek i 5 asyst. Ostatecznie Warriors odpadli po sześciu meczach.
Na początku drugiego sezonu Green wykazał poprawę swoich umiejętności, zwłaszcza rzutu za trzy punkty i gry w obronie. 14 kwietnia 2014, w przedostatnim meczu sezonu zasadniczego, Green ustanowił swój rekord punktowy (20), trafiając 4 z 5 rzutów za trzy punkty oraz zebrał 12 piłek. Na przestrzeni całego sezonu, Green zdobywał średnio 6,2 punktu i 5,0 zbiórki, grając we wszystkich 82 meczach (12 w pierwszej piątce). W siedmiomeczowym starciu w pierwszej rundzie z Los Angeles Clippers, Green trzykrotnie zdobywał double-double. W wygranym meczu nr 6 zdobył 14 punktów, 14 zbiórek, 5 przechwyty, 4 asysty i blok. W ostatnim, przegranym meczu zdobył 24 punkty, trafiając 9 z 13 rzutów. W trakcie play-offów zdobywał średnio 11,9 punktu i 8,3 zbiórki na mecz.
Sezon 2014/15 Green rozpoczął w wyjściowym składzie Warriors, zastępując w niej Davida Lee. 6 grudnia 2014 Green poprawił rekord kariery, zdobywając 31 punktów (11/20 z gry, 7/13 za trzy punkty) w wygranym meczu z Chicago Bulls. 3 stycznia 2015 w meczu przeciwko Toronto Raptors zaliczył pierwsze triple double w NBA: 16 punktów, 13 asyst i 11 zbiórek. Green zajął drugie miejsca w głosowaniach na nagrody Defensive Player of the Year Award i Most Improved Player Award. Wraz z Golden State Warriors zdobył w tym sezonie mistrzostwo NBA, pokonując w finale Cleveland Cavaliers 4–2. W ostatnim spotkaniu finałów zdobył triple-double, uzyskując 16 punktów, 11 zbiórek i 10 asyst.
W sezonach 2014/2015 i 2015/2016 zajął drugie miejsce w głosowaniu na obrońcę roku NBA, zaś w sezonie 2016/2017 został laureatem tej nagrody. W tym samym sezonie został pierwszym w historii ligi zawodnikiem, który zanotował triple-double bez udziału punktów. W wygranym 125–108 meczu z New York Knicks zanotował cztery punkty, 12 zbiórek, 10 asyst i 10 przechwytów, dokładając do dorobku pięć bloków.

## Kariera reprezentacyjna
Green występował w reprezentacji Stanów Zjednoczonych na Uniwersjadzie w 2011 roku, na której zajął z nią piąte miejsce. W trakcie turnieju zdobywał średnio 8,6 punktu i 6,0 zbiórki.

## Osiągnięcia

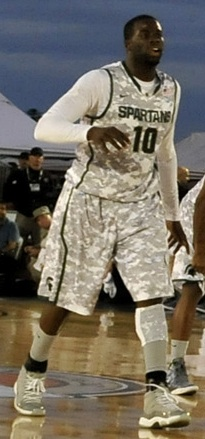
Green w barwach MSU Spratans w 2011

Stan na 21 września 2023, na podstawie, o ile nie zaznaczono inaczej.

### NCAA
- Wicemistrz NCAA (2009)
- Uczestnik:
  - NCAA Final Four (2009, 2010)
  - rozgrywek Sweet 16 turnieju (2009, 2010, 2012)
  - turnieju NCAA (2009–2012)
- Mistrz:
  - turnieju konferencji Big 10 (2012)
  - sezonu regularnego Big 10 (2009, 2010, 2012)
- Zawodnik Roku:
  - NCAA według NABC (2012)[42]
  - Konferencji Big Ten (2012)[43]
- MOP (Most Outstanding Player) turnieju Big Ten (2012)[44]
- Zaliczony do składów:
  - I składu:
    - All-American (2012)
    - defensywnego Big Ten (2012)
    - Big Ten (2012)
    - turnieju Big Ten (2012)

  - III składu Big Ten (2010, 2011)
- Najlepszy rezerwowy sezonu konferencji Big Ten (2010)

### NBA
- Mistrz NBA (2015, 2017, 2018, 2022)[45][46]
- Wicemistrz NBA (2016, 2019)[47]
- Obrońca roku NBA (2017)[48]
- Zaliczony do:
  - I składu defensywnego NBA (2015–2017, 2021[49])
  - II składu:
    - NBA (2016)
    - defensywnego NBA (2018[50], 2019[51], 2022[52], 2023[53])

  - III składu NBA (2017)
- Wielokrotnie wybierany do udziału w meczu gwiazd NBA (2016–2018, 2022[a])
- Uczestnik Skills Challenge (2016)
- Lider NBA w przechwytach (2017)
- Zawodnik tygodnia konferencji zachodniej (4.01.2016)
- Autor jedynego w historii NBA triple-double, w którego skład nie wchodziły punkty (12 zbiórek, 10 asyst, 10 przechwytów)[39]

### Reprezentacja
- Mistrz olimpijski (2016[55], 2020[56])
- Uczestnik uniwersjady (2011 – 5. miejsce)

## Statystyki

### NCAA
Na podstawie espn.com.
| Sezon   | Drużyna        | M  | S5 | MPG  | FG%   | 3P%   | FT%   | RPG  | APG | SPG | BPG | PPG  |
| ------- | -------------- | -- | -- | ---- | ----- | ----- | ----- | ---- | --- | --- | --- | ---- |
| 2008/09 | Michigan State | 37 | 0  | 11,4 | 55,6% | 0,0%  | 61,5% | 3,3  | 0,8 | 0,6 | 0,2 | 3,3  |
| 2009/10 | Michigan State | 37 | 3  | 25,5 | 52,5% | 12,5% | 67,2% | 7,7  | 3,0 | 1,2 | 0,9 | 9,9  |
| 2010/11 | Michigan State | 34 | 28 | 30,1 | 42,6% | 36,6% | 68,3% | 8,6  | 4,1 | 1,8 | 1,1 | 12,6 |
| 2011/12 | Michigan State | 37 | 36 | 33,2 | 44,9% | 38,8% | 72,3% | 10,6 | 3,8 | 1,5 | 1,0 | 16,2 |

### NBA
Stan na koniec sezonu 2023/24, na podstawie basketball-reference.com.

#### Sezon regularny
| Sezon   | Drużyna      | M   | S5  | MPG  | FG%   | 3P%   | FT%   | RPG | APG | SPG | BPG | PPG  |
| ------- | ------------ | --- | --- | ---- | ----- | ----- | ----- | --- | --- | --- | --- | ---- |
| 2012/13 | Golden State | 79  | 1   | 13,4 | 32,7% | 20,9% | 81,8% | 3,3 | 0,7 | 0,5 | 0,3 | 2,9  |
| 2013/14 | Golden State | 82  | 12  | 21,9 | 40,7% | 33,3% | 66,7% | 5,0 | 1,9 | 1,2 | 0,9 | 6,2  |
| 2014/15 | Golden State | 79  | 79  | 31,5 | 44,3% | 33,7% | 66,0% | 8,2 | 3,7 | 1,6 | 1,3 | 11,7 |
| 2015/16 | Golden State | 81  | 81  | 34,7 | 49,0% | 38,8% | 69,6% | 9,5 | 7,4 | 1,5 | 1,4 | 14,0 |
| 2016/17 | Golden State | 76  | 76  | 32,5 | 41,8% | 30,8% | 70,9% | 7,9 | 7,0 | 2,0 | 1,4 | 10,2 |
| 2017/18 | Golden State | 70  | 70  | 32,7 | 45,4% | 30,1% | 77,5% | 7,6 | 7,3 | 1,4 | 1,3 | 11,0 |
| 2018/19 | Golden State | 66  | 66  | 31,3 | 44,5% | 28,5% | 69,2% | 7,3 | 6,9 | 1,4 | 1,1 | 7,4  |
| 2019/20 | Golden State | 43  | 43  | 28,4 | 38,9% | 27,9% | 75,9% | 6,2 | 6,2 | 1,4 | 0,8 | 8,0  |
| 2020/21 | Golden State | 63  | 63  | 31,5 | 44,7% | 27,0% | 79,5% | 7,1 | 8,9 | 1,7 | 0,8 | 7,0  |
| 2021/22 | Golden State | 46  | 44  | 28,9 | 52,5% | 29,6% | 65,9% | 7,3 | 7,0 | 1,3 | 1,1 | 7,5  |
| 2022/23 | Golden State | 73  | 73  | 31,5 | 52,7% | 30,5% | 71,3% | 7,2 | 6,8 | 1,0 | 0,8 | 8,5  |
| 2023/24 | Golden State | 55  | 52  | 27,1 | 49,7% | 39,5% | 73,0% | 7,2 | 6,0 | 1,0 | 0,9 | 8,6  |
| Razem   |              | 813 | 660 | 28,7 | 45,2% | 31,9% | 71,3% | 7,0 | 5,6 | 1,3 | 1,0 | 8,7  |

#### Play-offy
| Sezon | Drużyna      | M   | S5  | MPG  | FG%   | 3P%   | FT%   | RPG  | APG | SPG | BPG | PPG  |
| ----- | ------------ | --- | --- | ---- | ----- | ----- | ----- | ---- | --- | --- | --- | ---- |
| 2013  | Golden State | 12  | 1   | 18,6 | 42,9% | 39,1% | 76,5% | 4,3  | 1,6 | 0,5 | 0,8 | 5,8  |
| 2014  | Golden State | 7   | 4   | 32,6 | 46,7% | 27,6% | 79,2% | 8,3  | 2,9 | 1,7 | 1,7 | 11,9 |
| 2015  | Golden State | 21  | 21  | 37,3 | 41,7% | 26,4% | 73,6% | 10,1 | 5,2 | 1,8 | 1,2 | 13,7 |
| 2016  | Golden State | 23  | 23  | 38,2 | 43,1% | 36,5% | 73,8% | 9,9  | 6,0 | 1,6 | 1,8 | 15,4 |
| 2017  | Golden State | 17  | 17  | 34,9 | 44,7% | 41,0% | 68,7% | 9,1  | 6,5 | 1,8 | 1,6 | 13,1 |
| 2018  | Golden State | 21  | 21  | 39,0 | 43,2% | 26,6% | 79,6% | 10,6 | 8,1 | 2,0 | 1,5 | 10,8 |
| 2019  | Golden State | 22  | 22  | 38,7 | 49,8% | 22,8% | 71,8% | 10,1 | 8,5 | 1,5 | 1,5 | 13,3 |
| 2022  | Golden State | 22  | 22  | 32,0 | 47,9% | 20,5% | 63,8% | 7,2  | 6,3 | 1,1 | 1,0 | 8,0  |
| 2023  | Golden State | 12  | 9   | 30,6 | 46,2% | 25,0% | 72,7% | 6,9  | 6,8 | 1,5 | 1,0 | 9,4  |
| Razem |              | 157 | 140 | 34,7 | 44,9% | 30,4% | 72,7% | 8,9  | 6,2 | 1,5 | 1,4 | 11,6 |